# Les Cousins (groupe musical)
Pour les articles homonymes, voir Cousins (homonymie).
Les Cousins (The Cousins ou The Continental Cousins aux États-Unis et Los Primos en Amérique du Sud) est un groupe de rock belge des années 1960.
C'est un des premiers groupes de rock and roll en Belgique et le premier à avoir connu un succès à l'extérieur.

## Biographie

### Les débuts (1960-1967)
Formé sur la base d'un groupe de bal constitué en 1954 et nommé La Jeune Équipe, l'orchestre obtient un succès international avec Kili Watch en 1960, produit par Jean Klüger sur le label Palette.
Le titre Kili Watch, ban scout détourné en rock'n'roll endiablé, a été très vite repris par Johnny Hallyday en France et par Bobbejaan Schoepen dans la partie néerlandophone de Belgique. On leur connaît aussi Kana Kapila (1961), Parasol (1961), Dang dang (1961, repris sous le titre Dingue Dingue par Annie Cordy), Peppermint Twist (1962, repris à Joey Dee and the Starliters), Limbo Rock (1962, repris à Chubby Checker), Do Ré Mi (1964, repris à Lee Dorsey) ou encore The House Of The Rising Sun (1964, chant traditionnel inspiré de la version du groupe britannique The Animals). 
En mars 1962, ils font la première partie de Caterina Valente à l'Olympia de Paris.
Outre son succès européen, le groupe effectue aussi des tournées à Madagascar et La Réunion (1963), en Afrique centrale (Congo, Rwanda, Burundi, République de Centrafrique et Angola en 1965) et en Argentine (1965 et 1966).
Cette année-là, lors d'une tournée en Italie, ils décident de se séparer. Les Cousins respectent néanmoins leurs contrats jusqu'en février 1967 où ils font leur dernière prestation dans la ville de Tubize .

### Reformations (1976 - 1986-1989)
Les Cousins se reforment une première fois en juin 1976 pour fêter les 25 ans du règne du Roi Baudouin Ier au sein du Palais 5 comble du Heysel. Lors de ce concert unique et exceptionnel, ils partagent l'affiche avec Salvatore Adamo, Annie Cordy et Johan Verminnen.
À l'invitation du journal De Gentenaar, Les Cousins se reforment  à nouveau en 1986 à l'occasion des fêtes gantoises. Ils y jouent en compagnie d'Helen Shapiro et de Burt Blanca. Ce come-back dure jusqu'en 1989, année de leur séparation définitive.

### Membres
- Guido Van den Meersschaut, dit Guy Dovan, chant et guitare rythmique (1960-1989), décédé en 2003 [3]
- André Van den Meersschaut, dit André Shore, chant et guitare soliste (1960-1989), décédé en 2017[4]
- Gustave Derèze, dit Gus Derse, basse (1960), décédé en 2014 [5]
- Adrien Ransy, batterie (1960-1963)
- Jacky Stekke, basse (1960-1961)
- Jean Huysmans, basse (1961-1989)
- Pol "Pépé" Pécriaux, batterie (1963-1965), décédé en 1997
- Garcia Morales, batterie (1965-1967), décédé en 2005
- Alain Van den Meersschaut, dit "Gil Bréac", batterie (1986-1989)
- Danny Van den Meersschaut, chant et guitare (1986-1989)